# Recopa Sul-Americana de 2008
A Recopa Sul-Americana de 2008 foi a 15.ª edição do torneio, disputada em dois jogos de ida e volta entre dois times argentinos: o Boca Juniors (vencedor da Libertadores 2007) e o Arsenal de Sarandí (vencedor da Copa Sul-Americana 2007). O Boca Juniors sagrou-se campeão e igualou a marca de número de títulos internacionais do Milan, com 18 conquistas cada, até então.

## Participantes
| Clube        | Cidade       | Classificação                                   | Participação |
| ------------ | ------------ | ----------------------------------------------- | ------------ |
| Arsenal      | Sarandí      | Campeão da Copa Sul-Americana de 2007           | 1ª           |
| Boca Juniors | Buenos Aires | Campeão da Copa Libertadores da América de 2007 | 5ª           |

## Finais
1° jogo
| 13 de agosto de 2008 | Arsenal de Sarandí | 1 – 3     | Boca Juniors                              | Juan Domingo Perón, Avellaneda (Argentina)                                         |
| 19:30 (UTC-3)        | Sava 25'           | Relatório | Palermo 21' · Palacio 32' · Battaglia 90' | Público: 10,359 Árbitro: Gabriel Favale Auxiliares: Horacio Herrero e Ariel Bustos |

| Arsenal de Sarandí | Boca Juniors |

| ARSENAL DE SARANDÍ: |    |                      |     |     |
|                     |    |                      |     |     |
| G                   | 1  | Cuenca               |     | 46' |
| LD                  | 14 | Gandolfi             | 33' |     |
| Z                   | 21 | Mosquera             | 20' |     |
| Z                   | 6  | Matellán             | 76' |     |
| LE                  | 15 | Pérez                | 41' | 66' |
| V                   | 23 | Carrera              |     | 81' |
| V                   | 13 | Casteglione (C)      | 37' |     |
| M                   | 5  | Pellerano            |     |     |
| M                   | 24 | Yacuzzi              |     |     |
| A                   | 10 | Papu Gómez           |     |     |
| A                   | 11 | Sava                 |     |     |
| Substituição:       |    |                      |     |     |
| G                   | 12 | Cristian Campestrini |     | 46' |
| LD                  | 4  | Espínola             |     | 66' |
| A                   | 9  | Leguizamón           | 90' | 81' |
| Treinador:          |    |                      |     |     |
| Daniel Garnero      |    |                      |     |     |

| BOCA JUNIORS: |    |             |     |      |
|               |    |             |     |      |
| G             | 1  | Caranta     |     |      |
| LD            | 4  | Ibarra      |     |      |
| Z             | 2  | Cáceres     |     |      |
| Z             | 16 | Paletta     |     |      |
| LE            | 3  | Morel       |     |      |
| V             | 22 | Vargas      |     |      |
| V             | 5  | Battaglia   | 82' |      |
| M             | 23 | Dátolo      | 81' | 90'  |
| M             | 11 | Gracián     |     | 75a' |
| A             | 9  | Palermo (C) |     |      |
| A             | 14 | Palacio     |     | 75b' |
| Substituição: |    |             |     |      |
| M             | 19 | Cardozo     |     | 75a' |
| A             | 17 | Noir        |     | 75b' |
| M             | 15 | González    |     | 90'  |
| Treinador:    |    |             |     |      |
| Carlos Ischia |    |             |     |      |

2° jogo
| 27 de agosto de 2008 | Boca Juniors              | 2 – 2     | Arsenal de Sarandí      | La Bombonera, Buenos Aires (Argentina)                                                 |
| 20:00 (UTC-3)        | Palacio 7' · Riquelme 91' | Relatório | Carrera 58' · Matos 69' | Público: 32,357 Árbitro: Saúl Laverni Auxiliares: Francisco Rocchio e Gustavo Esquivel |

| Boca Juniors | Arsenal de Sarandí |

| BOCA JUNIORS: |    |           |     |     |
|               |    |           |     |     |
| G             | 1  | Caranta   | 85' |     |
| LD            | 4  | Ibarra    |     |     |
| Z             | 2  | Cáceres   |     |     |
| Z             | 16 | Paletta   |     |     |
| LE            | 3  | Morel     |     |     |
| V             | 22 | Vargas    |     |     |
| V             | 5  | Battaglia |     |     |
| M             | 23 | Dátolo    |     | 72' |
| M             | 10 | Riquelme  |     |     |
| A             | 14 | Palacio   |     | 75' |
| A             | 7  | Viatri    |     |     |
| Substituição: |    |           |     |     |
| V             | 21 | Chávez    |     | 72' |
| A             | 17 | Noir      |     | 75' |
| Treinador:    |    |           |     |     |
| Carlos Ischia |    |           |     |     |

| ARSENAL DE SARANDÍ: |    |                      |                                   |     |
|                     |    |                      |                                   |     |
| G                   | 12 | Cristian Campestrini |                                   |     |
| LD                  | 4  | Espínola             |                                   |     |
| Z                   | 3  | Báez                 | Penalizado · Penalizado · Expulso |     |
| Z                   | 6  | Matellán             | 37'                               |     |
| LE                  | 18 | Díaz                 | Penalizado · Penalizado · Expulso |     |
| V                   | 23 | Carrera              |                                   | 89' |
| V                   | 13 | Casteglione (C)      |                                   |     |
| M                   | 24 | Yacuzzi              | 5'                                |     |
| A                   | 10 | Papu Gómez           |                                   |     |
| A                   | 16 | Matos                |                                   | 85' |
| A                   | 9  | Leguizamón           |                                   | 46' |
| Substituição:       |    |                      |                                   |     |
| V                   | 22 | Contreras            |                                   | 46' |
| A                   | 17 | Coria                |                                   | 85' |
| M                   | 8  | Sena                 |                                   | 89' |
| Treinador:          |    |                      |                                   |     |
| Daniel Garnero      |    |                      |                                   |     |

| Recopa Sul-Americana 2008        |
| -------------------------------- |
| Boca Juniors Campeão (4º título) |